# Rotbraune Frühlings-Bodeneule

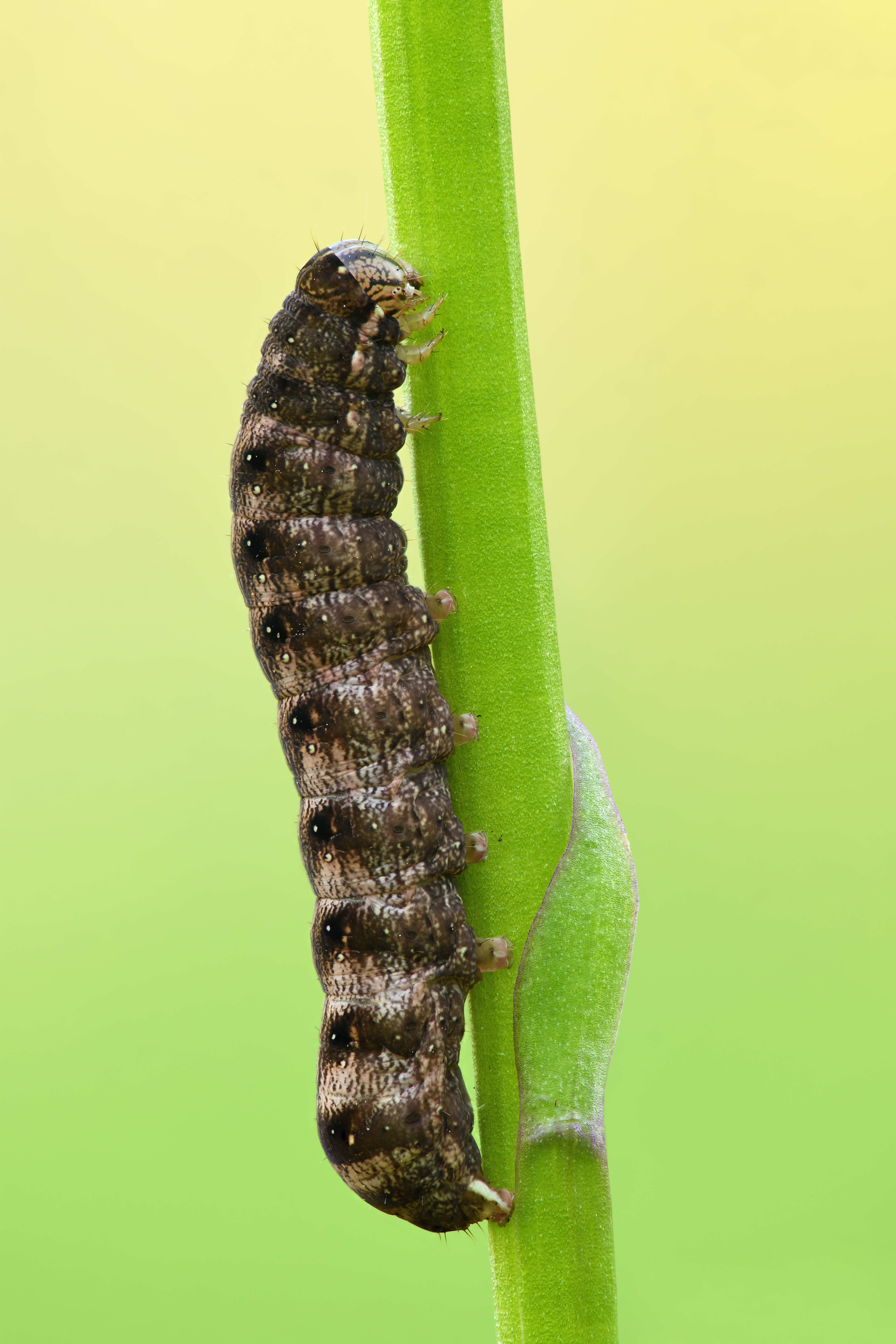
Rotbraune Frühlings-Bodeneule (Cerastis rubricosa), Raupe

Die Rotbraune Frühlings-Bodeneule (Cerastis rubricosa), Braunrote Wegericheule ist ein Schmetterling (Nachtfalter) aus der Familie der Eulenfalter (Noctuidae).

## Merkmale

### Falter
Die Flügelspannweite der Falter beträgt 32 bis 38 Millimeter. Das Farbspektrum der Vorderflügel weist überwiegend graue und rotbraune Tönungen auf. Es kommen aber auch Exemplare mit violettgrauen oder fast einfarbig roten Flügeln vor. Ring- und Nierenmakel heben sich kaum von der Grundfärbung ab, Zapfenmakel sind nicht zu erkennen. Am Costalrand befinden sich einige schwarze Flecke, Wellenlinie und äußere Querlinie sind verdunkelt. Die Hinterflügel schimmern hell rötlichgrau oder graubraun. Markant sind die beiderseitig kurz sägezahnartigen Fühler der Männchen.

### Ei, Raupe, Puppe
Das Ei ist zunächst weiß und verfärbt sich vor dem Schlüpfen gelblich und zeigt einen hellroten Mittelfleck sowie eine breite Binde. Die Raupen haben im Jugendstadium auffällige gelbe und braune Streifen. Erwachsen sind sie bräunlich oder violettgrau gefärbt und zeigen schmale, gelbliche, unterbrochene Nebenrückenlinien sowie große dunkle Flecke. Die gedrungene, rotbraune Puppe hat zwei  kräftige, gebogene sowie zwei darunter liegende sehr feine Dornen am Kremaster.

### Ähnliche Arten
- Gelbfleck-Frühlings-Bodeneule (Cerastis leucographa): Die gelblichen Ring- und Nierenmakeln heben sich meist deutlich von der Grundfarbe der Vorderflügel ab. Am Costalrand fehlen die schwarzen Flecke.
- Cerastis faceta: die Makeln sind meist dunkel, die Halskragen (Patagia) ist weißlich.

## Geographische Verbreitung und Lebensraum
Das Vorkommen der Art erstreckt sich über ganz Europa, in östlicher Richtung durch die gemäßigten Zonen Asiens bis nach Japan. Im Norden Europas überschreitet sie teilweise den Polarkreis. Im Süden umfasst das Verbreitungsgebiet den Mittelmeerraum und die Türkei. Im Gebirge kommt sie bis auf über 1700 Meter Höhe vor. Die Rotbraune Frühlings-Bodeneule ist in verschiedenen Lebensräumen anzutreffen, beispielsweise an warmen Hängen, in Laubwäldern, auf Lichtungen, in Wiesentälern und Hochmooren, auf Moorwiesen sowie in Gärten und Parkanlagen.

## Lebensweise
Die Rotbraune Frühlings-Bodeneule bildet eine Generation pro Jahr, deren Falter von März bis Mai fliegen. Sie saugen an blühenden Weidenkätzchen und ihre sehr frühe Flugzeit verläuft daher weitestgehend parallel zur Weidenblüte (Salix). Die Falter sind dämmerungs- und nachtaktiv, kommen an künstliche Lichtquellen und besuchen den Köder. Die Raupen leben zwischen Mai und Juli. Sie ernähren sich von den Blättern verschiedener Pflanzen, beispielsweise von
- Hainsimsen, (Luzula)
- Mücken-Händelwurz, (Gymnadenia conopsea)
- Gewöhnlicher Hornklee, (Lotus corniculatus)
- Gamander-Ehrenpreis, (Veronica chamaedrys)
- Zottiger Klappertopf, (Rhinenthus alectorolophus)

Sehr gerne fressen sie an den Blütenständen von Orchideenarten, (Orchidaceae). Die Art überwintert in einer Erdhöhle als Puppe.

## Gefährdung
Die Rotbraune Frühlings-Bodeneule ist in Deutschland weit verbreitet und gebietsweise zahlreich anzutreffen, so dass sie als nicht gefährdet gilt.